# Кинешемский художественно-исторический музей
Госуда́рственное бюдже́тное учрежде́ние Ива́новской о́бласти «Кинеше́мский худо́жественно-истори́ческий музе́й» (сокращённо ГБУ «КХИМ») — областное государственное учреждение культуры в городе Кинешме Ивановской области, Россия.
Музей был основан в 1919 году. В современном[когда?]

 виде существует с 2006 года.. Является некоммерческой организацией, фонды которой входят в состав государственной части Музейного фонда Российской Федерации. Фонды музея насчитывают около 18,5 тыс. предметов.

## История
Музей был основан в 1919 году по инициативе уездного отдела народного просвещения. Первоначальные фонды формировались из коллекций учебных заведений и национализированного имущества. Первым заведующим музеем был Николай Иванович Флёров.
В 1930-е годы в фонды передавались иконы и деревянные скульптуры из разрушенных храмов. В советский период активно формировались фонды, отражающие историю края и мемориальные коллекции, посвящённые выдающимся землякам. 
В 1998 году произошло объединение краеведческого музея и картинной галереи. 
В июле 2006 года музей получил статус областного государственного учреждения культуры и новое название — «Кинешемский художественно-исторический музей».
С 2017 года исторический отдел располагается в здании бывшего Волжско-Камского банка, а художественный — в здании бывшей домовой церкви при Доме призрения бедных.

## Фонды и коллекции
Основу собрания составляют предметы из усадьбы «Студёные ключи» промышленника и коллекционера Н. П. Рузского.

### Художественная коллекция
Собрание включает русскую живопись и графику XIX — начала XX веков (И. К. Айвазовский, К. А. Коровин, К. А. Савицкий и др.), скульптуру (Е. А. Лансере, П. К. Клодта), европейский и русский фарфор (ИФЗ, Гарднера, Мейсенской мануфактуры), а также мебель и предметы из стекла и металла.

### Прочие коллекции
- Археология и нумизматика: находки от эпохи неолита до позднего Средневековья.
- Иконы и церковная утварь: иконы и деревянные скульптуры XVIII—XIX веков из разрушенных храмов.
- Редкие книги: старопечатные издания, рукописи, подшивки дореволюционных журналов и Энциклопедический словарь Брокгауза и Ефрона.
- Личные архивы: фонды, посвящённые выдающимся землякам, в том числе Маршалу Советского Союза А. М. Василевскому и экономисту Н. Д. Кондратьеву[4].